# Vesania (Band)
Vesania (Latein für ‚Wahnsinn‘) ist eine polnische Metal-Band. Sie wurde 1997 von Tomasz „Orion“ Wróblewski (außerdem Behemoth, Neolithic, Black River), Dariusz „Daray“ Brzozowski (außerdem Dimmu Borgir, Neolithic, Black River, Masachist, Ex-Pyorrhoea, Sunwheel, Ex-Vader) und Filip „Hałucha“ Heinrich (Ex-Rootwater, UnSun, Masachist, Ex-Decapitated) gegründet. Spätere Mitglieder waren Filip „Annahvahr“ Żołyński und „Hatrah“, von welchen letztere die Band 1999 verließ und durch Krzysztof „Siegmar“ Oloś ersetzt wurden.

## Geschichte
Ihr erstes Album Moonastray, eine Split-Veröffentlichung mit Black Altar, wurde exklusiv in Polen 2002 von Odium Records veröffentlicht. 2003 veröffentlichte die Band und Empire Records Firefrost Arcanum, ihr erstes Studioalbum. Im Zuge dessen verließ Annahvahr die Band. Das zweite Studioalbum God the Lux wurde im April 2005 veröffentlicht, woraufhin Marcin „Valeo“ Walenczykowski, der zusammen mit Heinrich bei Rootwater spielte, der Band als Leadgitarrist beitrat. Ihr drittes Album Distractive Killusions wurde 2007 bei Napalm Records veröffentlicht.

## Stil
Die Band spielt symphonischen Black Metal, wobei für die Band der Einsatz von Blastbeats und eines Keyboards, das der Musik den symphonischen Charakter gibt, charakteristisch ist. Es werden Anleihen aus dem Death Metal und anderen Stilen hinzugezogen. Die Band wird dabei mit Dimmu Borgir verglichen. Die Band beschreibt auf ihrer Homepage ihre Musik als Symphonic Black Metal.

## Diskografie

### Studioalben
- Firefrost Arcanum (2003)
- God the Lux (2005)
- Distractive Killusions (2007)
- Deus Ex Machina (2014)

### Split-Veröffentlichungen
- Moonastray (mit Black Altar, 2002)

### Demos
- Reh (1997)
- CD Promo 1999 (1999)

### Singles
- Rage of Reason (2008)